# Silobia tangerina
Silobia tangerina är en lavart som beskrevs av Martin Westberg och Mats Wedin. 
Silobia tangerina ingår i släktet Silobia och familjen Acarosporaceae. Arten är reproducerande i Sverige.